# Штраслах-Дингхартинг
Штраслах-Дингхартинг (њем. Straßlach-Dingharting) општина је у њемачкој савезној држави Баварска. Једно је од 29 општинских средишта округа Минхен. Према процјени из 2010. у општини је живјело 2.913 становника. Посједује регионалну шифру (AGS) 9184144.

## Географски и демографски подаци
Штраслах-Дингхартинг се налази у савезној држави Баварска у округу Минхен. Општина се налази на надморској висини од 635 метара. Површина општине износи 28,3 km². У самом мјесту је, према процјени из 2010. године, живјело 2.913 становника. Просјечна густина становништва износи 103 становника/km².